# Anchomanes
Anchomanes, rod kozlačevki iz tribusa Nephthytideae, dio je potporodice Aroideae. Sastoji se od šest priznatih vrsta iz tropske Afrike. Neke vrste vole savane (A. welwitschii), ili blizinu močvare (A. boehmii).

## Vrste
1. Anchomanes abbreviatus Engl.
2. Anchomanes boehmii Engl.
3. Anchomanes dalzielii N.E.Br.
4. Anchomanes difformis (Blume) Engl.
5. Anchomanes giganteus Engl.
6. Anchomanes nigritianus Rendle